# Masako Hozumi
Masako Hozumi –en japonés, 穂積雅子, Hozumi Masako– (Fukushima, 11 de septiembre de 1986) es una deportista japonesa que compitió en patinaje de velocidad sobre hielo. 
Participó en dos Juegos Olímpicos de Invierno, en los años 2010 y 2014, obteniendo una medalla de plata en Vancouver 2010, en la prueba de persecución por equipos (junto con Nao Kodaira y Maki Tabata). Ganó una medalla de bronce en el Campeonato Mundial de Patinaje de Velocidad sobre Hielo en Distancia Individual de 2009.

## Palmarés internacional
| Juegos Olímpicos                           | Juegos Olímpicos   | Juegos Olímpicos  | Juegos Olímpicos        |
| Año                                        | Lugar              | Medalla           | Prueba                  |
| ------------------------------------------ | ------------------ | ----------------- | ----------------------- |
| 2010                                       | Vancouver (Canadá) | Medalla de plata  | Persecución por equipos |
| Campeonato Mundial en Distancia Individual |                    |                   |                         |
| Año                                        | Lugar              | Medalla           | Prueba                  |
| 2009                                       | Richmond (Canadá)  | Medalla de bronce | Persecución por equipos |